# Charles Henry Turner
Charles Henry Turner (Cincinnati, 3 febbraio 1867 – Chicago, 14 febbraio 1923) è stato un entomologo, psicologo e educatore statunitense.

## Biografia
Fu il primo afroamericano a conseguire una laurea nel 1892 ed un dottorato nel 1907, presso l'Università di Cincinnati.
Pubblicò 49 lavori concernenti gli invertebrati, studiando tra l'altro la biologia delle Formicidae, la visione dei colori nel genere Apis e le abitudini di caccia nei Bembicini americani. Grazie alle proprie ricerche, divenne il primo a dimostrare che gli insetti sono in grado di percepire i suoni e distinguere le frequenze sonore. Inoltre scoprì che i Blattoidei sono in grado di imparare e ricordare un percorso in seguito ad un procedimento empirico (di prova ed errore).
Oltre che come entomologo, Turner operò attivamente anche sul piano sociale al fine di ottenere diritti allo studio per i cittadini afroamericani a St. Louis, nel Missouri. Dopo la morte, gli venne intitolata una scuola per bambini disabili afroamericani.
Morì il 14 febbraio 1923 di miocardite acuta a Chicago, e lì venne sepolto presso il Lincoln Cemetery.